# 恩菲爾德 (緬因州)
恩菲爾德（英語：Enfield）是一個位於美國緬因州佩諾布斯科特縣的鎮。

## 人口
根據2020年美國人口普查的數據，恩菲爾德的面積為85.47平方千米，當中陸地面積為71.85平方千米，而水域面積為13.62平方千米。當地共有人口1435人，而人口密度為每平方千米17人。